# Propalorchestes
Propalorchestes — викопний рід Diprotodontidae, ссавців, які існували в Австралії.

## Огляд
Типовий вид – Propalorchestes novaculacephalus. Рід, ймовірно, є предком Palorchestes і нагадує Ngapakaldia — інший рід, який існував у епоху міоцену.
Відомі види: 
- Propalorchestes novaculacephalus Murray, 1986
- Propalorchestes ponticulus Murray, 1990[2]